# Гарсен, Жюль
Жюль Гарсен (фр. Jules Garcin; 11 июля 1830, Бурж — 10 октября 1896, Париж) — французский скрипач, дирижёр и композитор.
Окончил Парижскую консерваторию (1853), ученик Дельфена Аляра. В 1871 г. выступил, вместе с Камилем Сен-Сансом, Габриэлем Форе, Жюлем Массне и другими крупными музыкантами, соучредителем Национального музыкального общества, предназначенного для пропаганды современной французской музыки. В 1885—1892 гг. был главным дирижёром Оркестра концертного общества Парижской консерватории — на этом посту, в частности, дирижировал премьерой Симфонии Сезара Франка (17 февраля 1889 г.). Из произведений Гарсена наибольшее значение имело Концертино для альта с оркестром (op.19, 1878) — редкий для XIX века образец сочинения, специально написанного для этого инструмента.